# Peñamellera Baja
Peñamellera Baja (em castelhano; em asturiano: El Valle Baju de Peñamellera ou Peñamellera Baxa) é um concelho (município) da Espanha na província e Principado das Astúrias. Tem 83,85 km² de área e em 2019 tinha 1 226 habitantes (densidade: 14,6 hab./km²).

## Demografia
| Variação demográfica do município entre 1991 e 2004 | Variação demográfica do município entre 1991 e 2004 | Variação demográfica do município entre 1991 e 2004 | Variação demográfica do município entre 1991 e 2004 |
| --------------------------------------------------- | --------------------------------------------------- | --------------------------------------------------- | --------------------------------------------------- |
| 1991                                                | 1996                                                | 2001                                                | 2004                                                |
| 1803                                                | 1683                                                | 1560                                                | 1515                                                |